# Norberto apenas tarde
Norberto apenas tarde es una coproducción uruguayo-argentina del año 2010, el debut como director del actor Daniel Hendler.

## Argumento
Tras ser echado de su trabajo, Norberto prueba suerte como vendedor en una inmobiliaria y demora en contarle a su mujer. Su nuevo jefe le recomienda un curso de reafirmación personal para vencer su timidez. Tras vacilar, y sin consultarlo con su mujer, Norberto comienza a estudiar actuación en un taller de principiantes. Mientras se prepara para la muestra trimestral, Norberto no logra ser creíble con los clientes ni con su esposa, pero descubre una gran habilidad para mentirse a sí mismo.
«Me cuesta sintetizar la trama de la película. Pero podría decir que trata sobre un tipo, Norberto, que empieza a descubrir cosas sobre él mismo, ciertas capacidades que desconocía; entre ellas, su fertilidad y su habilidad para mentir», comentó Daniel Hendler.

## Antecedentes
Alrededor del año 2003, Hendler había empezado a escribir una historia coral llamada El día termina a las 10, descartó la historia y mantuvo los personajes para otra película coral, La mudanza, que incluía un personaje llamado Norberto el cual empezó a tener cada vez más protagonismo, hasta que la historia se transformó en Norberto apenas tarde.
Norberto apenas tarde fue filmada en Uruguay y producida por ambos países del Río de la Plata: "El equipo que yo elegí es mi 'dream team'; es la gente con la que yo soñaba trabajar, más allá de su nacionalidad, y resultó ser un equipo bastante mixto, mezcla de uruguayos y argentinos", dijo Hendler. Nunca antes había estudiado realización cinematográfica, sobre esto comenta: "Muchas veces se parte de la suposición de que el problema del cine está en el conocimiento técnico pero las reglas técnicas son lo más rápido de aprender y es lo que menos te sirve. La experiencia en el uso de ciertos recursos es lo que te da las posibles soluciones o los atajos en el momento de ver resuelto en la pantalla lo que imaginaste. Cuánto más conocimientos tenés más fácil llegás, pero 'las verdades' sobre la técnica cinematográfica son lo más fácil de resolver como director. Había cosas que yo ya sabía cómo hacer y otras que no terminás de saber porque tienen que ver con lo que estés buscando en cada película".
Norberto apenas tarde fue el primer proyecto de Cordón Films, productora creada por Hendler y la productora uruguaya Micaela Solé.

## Participación en festivales internacionales
La película fue estrenada en el Festival Internacional de Cine de Locarno, en la sección «Cineasti del Presente», edición que destacó por la escasa presencia de películas latinoamericanas.
La producción uruguaya ganó el premio Televisión Española, consistente en la compra de los derechos de difusión por sesenta mil euros (dentro de la sección Cine en Construcción). 
Además, compitió en la 58.ª edición 2010 del Festival Internacional de Cine de San Sebastián, en la sección Horizontes Latinos, donde al premio lo obtuvo la película Abel, del mexicano Diego Luna; ambas películas destacaron por su calidad técnica y artística. San Sebastián es tradicionalmente una de las más importantes citas del cine latinoamericano; además de los títulos presentados en la Sección Oficial, ofrece una selección específica de películas de América Latina, inéditas en España, que optan a este premio dotado con 35 000 euros.
La película también fue presentada en el Festival Internacional de Cine de Toronto, en la sección Discovery, donde se exhiben obras de directores emergentes de todo el mundo, con una buena acogida por parte del público y de los críticos.